# Lotta Continua
Lotta Continua, forma breve LC, fu una delle maggiori formazioni della sinistra extraparlamentare italiana, di orientamento comunista rivoluzionario, operaista e sinistra radicale, tra la fine degli anni sessanta e la prima metà degli anni settanta. Nacque nell'autunno del 1969 in seguito a una scissione in seno al Movimento Studentesco di Torino che aveva infiammato l'estate delle lotte all'Università e alla FIAT (l'altra parte si costituì in Potere Operaio, con base nel nord-est, poi nell'Autonomia). LC si distingueva dagli altri gruppi per il movimentismo più spiccato, l'eterodossia e la critica ai regimi comunisti.

## Storia

### Origini: lo spontaneismo
La storia di questa "formazione più consistentemente estremista" (l'Unità, citato in LC 1-8-76) nel movimento non-parlamentare e operaio italiano può essere un modello per gli sviluppi all'interno del movimento radicale di sinistra dalla fine degli anni sessanta al 1977. Questi "anarco-comunisti" e sostenitori del "barricata-libertarismo" (Corvisieri, ex-AO, poi PCI MP, sui sostenitori di LC in: l'Unità. 24-10-82) hanno senza dubbio fornito un pezzo di storia di significato (anche se non è ancora durato dieci anni), il cui corso tempestoso ha lasciato una grande impressione sulla maggior parte degli ex attivisti. L'influenza dell'organizzazione non può essere misurata solo dal suo seguito numerico, che al suo apice era di molte decine di migliaia. La sua influenza è stata così grande, tra l'altro, perché L.C. ha ripetutamente cercato di rispondere a importanti sviluppi, per i quali i sindacati e i partiti politici avevano poco riguardo.
Nell'inverno 1966-1967, gruppi di lavoratori si formarono in Toscana (compresi i comuni di Massa, Piombino, Livorno e Pisa), che si autoproclamarono "Potere Operaio". A Pisa si sono uniti anche studenti ai gruppi. I gruppi hanno iniziato a confrontarsi con le condizioni di vita e di lavoro dei lavoratori nel senso più ampio del termine. I gruppi hanno richiesto, tra le altre cose, una posizione uguale per tutti i lavoratori con il motto "parità di retribuzione, uguale classificazione per tutti i lavoratori". Questo sforzo comporterebbe un ampio volo durante il movimento del 1968/69, così come la lotta contro il cottimo e gli straordinari. Va tenuto presente che nella visione ideologica del mondo di molti attivisti, il movimento operaio era evidentemente al centro della lotta sociale.
I gruppi della fine degli anni sessanta sono emersi come oppositori del sistema dei contratti collettivi usato dalle aziende. Hanno optato per un'opposizione permanente da parte delle aziende, per una "Lotta Continua". L'obiettivo principale era l'unità di azione per i gruppi; in secondo luogo fu l'unità organizzativa e in ultimo una ideologica. La propaganda avveniva principalmente attraverso la distribuzione di volantini alle porte delle fabbriche, lo svolgimento di discussioni nei bar, dove venivano molti lavoratori e attraverso campagne nei quartieri. I gruppi hanno rapidamente guadagnato più supporto e influenza.
Per i futuri gruppi di Lotta Continua, sarebbe essenziale concentrarsi sui movimenti extraparlamentari.
"La caratteristica più importante rispetto ad altre organizzazioni extraparlamentari è che non si è partito da una teoria o una linea nel movimento dei lavoratori ... Le persone si sono basate sull'attivismo politico e sulla conduzione di una politica diretta senza mediazione, senza usare delegati, sia per il lavoro all'interno e davanti alle fabbriche e per altri movimenti "
(dall’intervista di Tom Welschen con Enrico Deaglio alla tipografia di LC il 2-12-82).
Nel maggio 1969 in numerose aziende industriali i conflitti industriali aumentarono. Un nucleo di conflitto si trovava nella colossale fabbrica Fiat-Mirafiori di Torino, dove i lavoratori hanno più o meno rotto con i sindacati. Alle porte della fabbrica sono spuntati gruppi di persone con le loro riviste. Questi davano delle informazioni sul corso delle -per lo più- "selvagge" azioni alla Fiat. Lavoratori e attivisti politici (principalmente studenti) hanno iniziato a discutere tra loro e si sono scambiati notizie. A poco a poco c'è creata una collaborazione tra "persone dentro" e "persone fuori".
Dal 27 maggio i volantini quotidiani che sono stati realizzati hanno preso la testata "Lotta Continua". Le azioni alla Fiat hanno ottenuto un carattere sempre più organizzato. Dal 21 giugno 1969, un incontro urbano settimanale di lavoratori e studenti si tenne a Torino; lì sono state coordinate le varie azioni in città. Non c'era un solo gruppo guida. Si sono opposti ai sindacati e a una forma di delegazione istituzionalizzata (sotto il motto di "siamo tutti delegati").
L'organizzazione di Lotta Continua ha preso forma lentamente ma sicuramente. Il 1º novembre 1969, il primo numero del settimanale Lotta Continua (con una tiratura di 65 000 copie) è apparso a Milano. Divenne il portavoce di molti gruppi radicali, ideologicamente non molto legati, specialmente nell'Italia settentrionale e centrale. Fu l'unica rivista significativa (oltre alle riviste anarchiche) che reagì fortemente all'attentato di piazza Fontana (12 dicembre 1969).
Per il popolo di Lotta Continua, il contenuto politico dell'organizzazione doveva essere rappresentato nelle sue azioni, dagli obiettivi fissati e dalla capacità di costituire un'organizzazione indipendente.
Questi principi quasi anarcosindacalisti attirarono molti giovani lavoratori che non erano stati addestrati nell'ideologia ma nell'azione. L'organizzazione è stata in parte formata da persone come loro. D'altra parte, più pensieri avanguardisti leninisti hanno continuato a svolgere un ruolo in esso.
Lotta Continua venne fondata nel 1969, in contiguità ideologica e territoriale con Il potere operaio pisano. Il primo numero del settimanale omonimo, organo ufficiale di stampa del movimento politico, uscì nel novembre di quell'anno. La pubblicazione diverrà quotidiana il 18 aprile 1972.
Lotta Continua inizialmente ha lavorato con gli incontri generali dei membri, che si sono sempre tenuti in una città diversa e in cui sono arrivati circa un migliaio di attivisti. Ci sono state anche riunioni in cui si sono incontrati centri nuclei di fabbrica e di quartiere in una città. Alle riunioni gli operai hanno ottenuto il maggior spazio per loro interventi. Gli studenti hanno principalmente fornito servizi manuali e di supporto all'interno dell'organizzazione. Le idee di "democrazia di base" (sviluppate alla fine degli anni sessanta) sono chiaramente riconoscibili nella struttura organizzativa. Ma i dirigenti hanno cercato, attraverso "il loro organo" (il giornale Lotta Continua) di sottomettere le attività di quello che hanno visto come i suoi "seguaci" allo loro linea.
Dalla nascita all'inizio del 1972 la sua dirigenza si compose nei vertici anche di Giorgio Pietrostefani, Mauro Rostagno, Guido Viale, Cesare Moreno, Paolo Brogi, Lanfranco Bolis, Carla Melazzini, Marco Boato, Adriano Sofri e altri.
Dal luglio 1970, L.C. ha iniziato a fare propaganda per una "giornata di battaglia nazionale" in autunno. L'idea si è rivelata non fattibile. Lotta Continua la lasciò cadere senza più tornare a essa.
Fu lanciato un nuovo slogan: "Prendiamoci la città". Sono state cercate tante forme d'azione per mettere in pratica lo slogan. C'erano mercati "rossi" gratuiti per i bisogni di base della gente nei quartieri popolari; l'"autoriduzione"; le occupazioni della casa; il movimento dei prigionieri. Le azioni dei lavoratori non furono dimenticate. In breve, l'interpretazione dello slogan è stata lasciata ai gruppi attivi e ai membri stessi.
Legata a Lotta Continua era anche l'esperienza dei Proletari In Divisa (PID), organizzazione che compì azioni di lotta durante il servizio di leva obbligatorio e che pubblicò brevemente anche un omonimo giornale.

### Lotta Continua come partito politico
Nel frattempo, a L.C. un certo numero di persone nominate appositamente ha iniziato a costruire l'organizzazione nazionale.

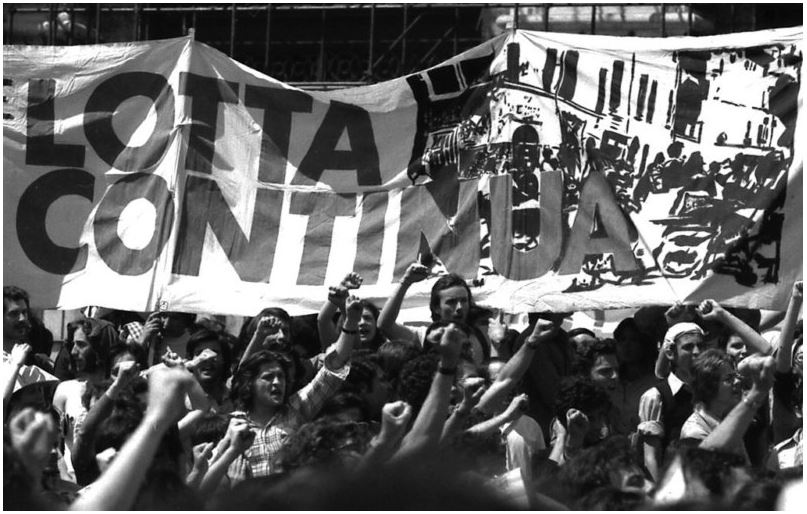
Manifestazione di Lotta Continua all'inizio anni settanta

Nello stesso anno, dal 1º al 3 aprile, si svolse a Rimini il terzo convegno nazionale del movimento, Si trattava di una conferenza nazionale più chiusa (rispetto alle precedenti). Nello spirito di un rapporto di Adriano Sofri, i quattrocento delegati hanno deciso, tra le altre cose, di aumentare la centralizzazione dell'organizzazione e di rafforzare i servizi d'ordine contro l'aumento della violenza fascista in piazza. L'unico coinvolgimento attivo nelle elezioni qualche tempo dopo furono i tentativi di ostacolare le riunioni del partito fascista, MSI.
Di fatto, da allora al 1974 vi fu un notevole accentramento dell'organizzazione: all'origine di questo cambiamento di strategia ci sarebbe stata la necessità di dotare il movimento di mezzi che concorressero a sostenere l'aumento di intensità nello scontro che proprio il convegno aveva propugnato.
Nel corso di quell'anno si formò dal movimento di detenuti un nucleo di militanti che passò alla lotta armata fondando i Nuclei Armati Proletari: il 29 ottobre Luca Mantini e Giuseppe Romeo, due ex simpatizzanti di LC, morirono nel corso di una rapina a Firenze. Lotta Continua fece la domanda:
"Perché il cammino della sua emancipazione, della sua conquista di una coscienza di classe, della sua fiducia nella lotta di massa si è spezzato, ed è precipitato lungo una direzione assurda?" L.C. stessa rispose a questa domanda: "Questo modello di lotta, esteso dal carcere all'intera società, rimetteva al primo posto la ribellione e all'ultimo la politica; rimetteva al primo posto la disponibilità rabbiosa a combattere e all'ultimo la volontà di costruire una prospettiva di vittoria nella lotta delle masse. Questo modello di lotta, ormai endemico in Italia, in forme diverse, equivale all'incapacità di padroneggiare i termini dello scontro di classe, dei rapporti di forza tra le classi, della linea di massa, per orientare una prospettiva di vittoria, e a sostituirvi una ribellione che altro non è che il rispecchiamento senza prospettive della violenza della classe dominante e del suo stato.
Questo modello di lotta non può essere concepito, oggi, come una " malattia di crescita" del movimento rivoluzionario, come la fase iniziale della sua maturazione; al contrario, esso è la conseguenza rovesciata di un limite nella capacità di egemonia, di chiarezza, di convinzione del movimento rivoluzionario" (LC 1-11-74).
A seguito di alcuni incidenti con il N.A.P. Lotta Continua parlò della "incapacità di trovare alternative per se stesso" e di "una ribellione che non trova possibilità d'esprimersi nella politica rivoluzionaria" (L. 14-3-75).
Che il costante subordinare le iniziative personali e i bisogni personali alla "lotta delle masse", così come il ripetere all'infinito l'importanza della lotta di potere a spese della ricerca emancipatoria, hanno portato a questo tipo di fenomeni di forme d'azione "tutto o niente", quel fatto non voleva riconoscere la direzione di Lotta Continua.
In pratica, Lotta Continua stava lentamente cambiando da un punto di orientamento per un certo numero di gruppi attivi in un partito di avanguardia. Il consiglio direttivo di Lotta Continua propose di istituire un vero Comitato Centrale.

### Uscita dall'area extraparlamentare e scioglimento
Il problema con la trasformazione di Lotta Continua in un partito politico era che la gente voleva preservare il più possibile la natura radicale dell'organizzazione (anche in altri modi che il militarista). Ma i movimenti radicali, da cui Lotta Continua trasse la maggior forza e che di volta in volta erano riusciti a rafforzarsi attraverso la organizzazione di LC, erano in contrasto con il mondo politico in cui il partito di Lotta Continua iniziò a muoversi. Le occupazioni della casa, le varie forme di autoriduzione, l'antifascismo militante erano fenomeni, che non erano visti con favore dalla direzione della maggior parte dei partiti politici. Le tesi politiche, sviluppate da Lotta Continua, non sono state in grado di formulare una chiara posizione sul problema di come le tendenze del partito politico, extra-parlamentari e anti-parlamentari possano essere unite all'interno della sua organizzazione.
Dal 7 al 12 gennaio del 1975 LC effettuò a Roma il primo Congresso nazionale. Con votazione per la prima volta a scrutinio segreto fu eletto un Comitato nazionale. Cominciò l'era detta della discussione collettiva e fu presa la decisione di votare alle regionali per il Partito Comunista Italiano.
Il 20 giugno 1976 Lotta Continua si presentò per la prima volta alle elezioni politiche, facendo liste comuni con il Partito di Unità Proletaria per il Comunismo, Avanguardia operaia e Coordinamento delle Organizzazioni Marxiste-leniniste ( Movimento Lavoratori per il Socialismo, Lega dei Comunisti, Organizzazione M-L). Il risultato non fu elevato: 556.000 voti, 1,51%, 6 eletti di cui solo uno, Domenico Pinto, appartenente a LC. Significativa fu comunque la scelta della partecipazione ad una competizione elettorale.
In realtà, Lotta Continua si era avventurato ben lontano sul percorso istituzionale e aveva più o meno perso di vista i movimenti esistenti e nuovi nei suoi tentativi di guidare la lotta per il potere lungo questo percorso. Il partito aveva preso forma senza sviluppare una chiara immagine del suo rapporto con i movimenti nella società. La sua lotta per il potere si rivelò più una lotta di ideologi di partito che di un vero movimento.
Era quindi chiaro a tutti gli attivisti di Lotta Continua che le anime si sarebbero riscaldate assai al prossimo congresso dell'organizzazione. Alla domanda doveva essere data una risposta 'quale direzione seguire ora'.
Il Congresso di Rimini e lo scioglimento dell'organizzazione
Tra il 31 ottobre e il 5 novembre 1976 Lotta Continua tenne a Rimini il secondo Congresso nazionale. Il 31 ottobre 1976, circa 1.000 delegati si incontrarono per il secondo congresso nazionale di Lotta Continua a Rimini. Sofri ha dato l'intervento di apertura. Secondo lui, c'era ancora bisogno di un'organizzazione come Lotta Continua; non c'erano alternative quando si trattava di "costruire un partito rivoluzionario in Italia".
Il congresso si è diviso in diverse riunioni delle singole sezioni e un grande gruppo che ha atteso le diverse posizioni. Le discussioni tra le donne e le lavoratrici in particolare non si sono ritardate e hanno fatto riscaldare le anime sempre di più. Le donne hanno invitato i lavoratori a partecipare solo alle discussioni, "a partire dal loro atteggiamento sessuale ".
Le svolte verso il parlamentarismo, e l'allontanarsi dall'area extraparlamentare non salvarono però l'organizzazione, che si dissolse proprio dopo quel congresso senza alcuna dichiarazione ufficiale, sebbene il quotidiano, diretto in quel periodo da Enrico Deaglio, continuò a pubblicarsi fino al 1982.
I lavoratori, d'altro canto, hanno sottolineato senza molte argomentazioni che i loro problemi dovrebbero essere quelli centrali di Lotta Continua. Di conseguenza, si ha perso di vista che la loro situazione nell'organizzazione e nella loro fabbrica (per quanto si lavorava ancora) era davvero difficile. Hanno ricevuto scarso supporto e comprensione dal resto dell'organizzazione per i loro tentativi di riguadagnare il controllo del proprio ambiente.
Le discussioni hanno assunto forme quasi fisiche. Ad un certo punto le donne hanno preso possesso del palcoscenico come un gruppo, perché sentivano che non c'erano abbastanza opportunità per parlare. Si scatenavano contro tutto e tutti, senza indicare come dovrebbe andare avanti. Le donne hanno chiesto che tutti i presenti avessero il diritto di voto; qualcosa che la maggioranza dei delegati ha accettato.
Dopo alcuni giorni, il congresso fu dichiarato chiuso in grande confusione senza chiare conclusioni finali.
La maggior parte dei militanti ha tratto la conclusione dal corso del congresso che l'organizzazione dovrebbe sciogliersi. L'idea leninista della necessità della mediazione politica (il partito) nei conflitti sociali si era rivelata obsoleta nella pratica. Nessuna organizzazione doveva avere il diritto esclusivo di allineare le varie parti del "movimento" e di esercitare su di esse l'egemonia. I nuovi movimenti non si hanno fatto rappresentare politicamente e hanno optato per un'azione diretta durante la quale i partecipanti cercavano un'identità e una solidarietà comune.
L'organizzazione si sciolse rapidamente.
Dopo lo scioglimento il giornale Lotta Continua arrivò , dal 1968 il movimento di sinistra si era dotato di mezzi tecnici e organizzativi tali che era possibile far fronte agli scontri in piazza. Ma le autorità non erano rimaste ferme. Con l'adozione della Legge Reale, avevano di nuovo un vantaggio al movimento.
"La tentazione nel movimento di colmare il fossato che hanno potuto scavare, di pareggiare il conto sul piano della pratica militare dello scontro, è forte; la rabbia e la frustrazione di molti compagni è enorme, ma [...] la militarizzazione non può togliere il vantaggio alle autorità [...] Può trasformare lo scontro attuale in un affare per le parti opposte, annullando la lotta di massa. [...] Una protesta con molotov ora, oggi, costa la vita di un compagno, ma essa non vale neanche come ipotesi di rischio, tanto meno in questa realtà odierna, A chi obietta che dire questo equivale a disarmare il movimento, alla rinuncia, si risponde con il fatto che ORA, che OGGI, i rapporti di forza di piazza sono già compromessi da una sproporzione di cui si deve prendere atto. Che esiste una sproporzione militare gravissima nello scontro, così come esiste tra la debolezza politica di questo regime e di questo apparato repressivo e la sua libertà di azione militare [...] L'arma della Legge Reale è stata sottovalutata da tutti, ha invece fatto compiere passi in avanti al nemico di classe, lo ha posto provvisoriamente in una condizione militare di maggiore forza "(L.C. 10-4-76).
La pressione sul movimento del governo fu molto aumentata. Tra molti giovani l'umore si induriva sempre di più..andavano finire nell'ambiente dell'Autonomia Operaia.
Per l'ex dirigente di Lotta Continua, Enrico Deaglio, lo scioglimento fu una scelta ragionevole:
Dopotutto, in tali circostanze ciascuno partito sarebbe degenerato e diventato come .... l'Autonomia. Fortunatamente, il movimento femminista ha falciato l'erba ai suoi piedi e ha impedito alle persone di L.C. di continuare su questa strada, almeno nella forma di un partito organizzato. I rivoluzionari generalmente considerano il partito semplicemente come tutto, solo gli anarchici no. I comunisti rivoluzionari adorano i partiti nei loro sentimenti totalitari: tutte le loro attività politiche iniziano e finiscono con il partito. Da loro non c'è spazio per il personale ".
Domanda: "Ma non ha avuto anche conseguenze negative la dissoluzione di Lotta Continua, perché ciò ha causato la dispersione dei gruppi di lavoratori che lavorano all'interno di Lotta Continua e perché così gruppi come l'Autonomia Operaia e la Brigata Rosse hanno avuto maggiori possibilità di svilupparsi ?! " Deaglio rispose:
"Può darsi che sia così. Ma questo non causa alcun rimorso e nessun problema per me. So che se Lotta Continua avesse continuato a esistere come organizzazione, molte persone, che non avevano più un punto di orientamento, non avrebbero fatto le cose stupide che hanno fatto, giusto, ma cosa significa?! Non si può tenere in piedi un partito, perché altrimenti la gente farà cose stupide.
Il problema è che se il partito avesse continuato a esistere, lo sfruttamento dalla parte maschile e, in particolare, dei lavoratori, della parte femminile avrebbe continuato a esistere. E le persone lo hanno fatto prevalere sopra ogni altra cosa" (Enrico Deaglio intervistato da Tom Welschen 2-12-82).

### Persone che aderirono a Lotta Continua

La redazione di Lotta Continua in foto di gruppo nella tipografia del giornale.

### Il caso Calabresi
Incaricato di sorvegliare gli ambienti della sinistra parlamentare alla fine degli anni sessanta, il commissario Calabresi finì coinvolto nel "caso Pinelli", la morte per caduta dal quarto piano della questura milanese dell'anarchico Giuseppe Pinelli, trattenuto e interrogato in seguito alla strage di piazza Fontana, nella notte tra il 15 e il 16 dicembre 1969. Le inchieste dichiararono peraltro la morte come accidentale e anche l'istruttoria di Gerardo D'Ambrosio, conclusasi nel 1975, accertò l'assenza del commissario nel momento della caduta.. Calabresi venne comunque additato da Lotta Continua ed altri come il maggior responsabile della vicenda e fu oggetto di una campagna denigratoria durata mesi, finendo ucciso a colpi di arma da fuoco il 17 maggio 1972.
Nel 1970 l'allora direttore Pio Baldelli fu denunciato e processato per diffamazione, e condannato a 1 anno e 3 mesi nel 1976.
Quando Calabresi fu assassinato il giornale titolò: Ucciso Calabresi, il maggior responsabile dell'assassinio Pinelli.
Nel corsivo sulla posizione di Lotta Continua si chiude con Ma queste considerazioni non possono assolutamente indurci a deplorare l'uccisione di Calabresi, un atto in cui gli sfruttati riconoscono la propria volontà di giustizia
Dopo l'assassinio del commissario Calabresi vi furono numerosi arresti di attivisti di Lotta Continua e di altre organizzazioni radicali che distribuivano copie del giornale, ma le indagini non risalirono agli effettivi autori dell'omicidio.
Nel 1988, sedici anni dopo i fatti, Leonardo Marino, nel 1972 militante di LC, confessò davanti ai giudici di essere stato uno dei due membri del commando che aveva ucciso il commissario. Disse di aver guidato l'auto usata per l'omicidio, e accusò Ovidio Bompressi di aver esploso i colpi che uccisero Calabresi; aggiunse che ricevettero l'ordine di compiere l'omicidio da Adriano Sofri e Giorgio Pietrostefani, allora leader del movimento.

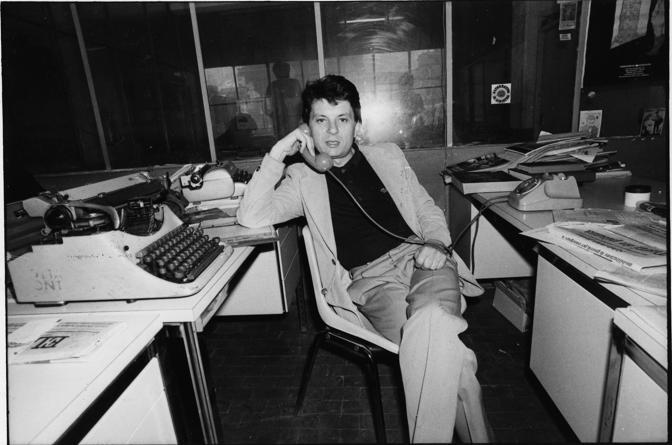
Adriano Sofri nella redazione di Lotta Continua.

La confessione di Marino e l'attendibilità che gli fu attribuita furono oggetto di critiche da parte della difesa dei tre chiamati in correità e da un movimento di opinione.
Tra i suoi esponenti si trovarono tra gli altri giornalisti come Giuliano Ferrara, ex appartenenti a Lotta Continua come Gad Lerner (ex collaboratore del giornale) e Paolo Liguori, ex esponenti del Soccorso Rosso Militante come Dario Fo e alcuni tra gli autori della campagna di stampa contro Calabresi che ne precedette l'assassinio.
Il pentito, afferma la tesi innocentista, sarebbe caduto in contraddizioni durante il processo, che lo avrebbero portato a correggere diverse volte la propria testimonianza nelle parti che riguardavano la partecipazione come mandanti di Adriano Sofri e Giorgio Pietrostefani.
Dopo una lunga vicenda giudiziaria, la magistratura ritenne attendibile la testimonianza di Marino (di fatto la prova principale) e condannò come esecutori Leonardo Marino e Ovidio Bompressi, Giorgio Pietrostefani e Adriano Sofri come mandanti.
A Bompressi, Sofri e Pietrostefani fu irrogata la pena di 22 anni di carcere con sentenza definitiva. Marino fu inizialmente condannato ad una pena ridotta di 11 anni per aver collaborato con la magistratura. Questa riduzione di pena gli garantì nel 1995 la prescrizione del reato, come da sentenza della Corte d'assise d'appello.

### L'omicidio di Alceste Campanile
Alceste Campanile, militante di Lotta Continua, venne assassinato in circostanze misteriose il 12 giugno 1975 nei dintorni di Reggio Emilia.
Sia il padre sia il giornale Lotta Continua avanzarono ripetutamente ipotesi di connessioni tra l'omicidio ed il mondo dell'estrema sinistra, principalmente legate al caso del rapimento di Carlo Saronio.
Anni dopo l'omicidio fu confessato da Paolo Bellini, vecchio conoscente di Campanile e militante di estrema destra.

## Congressi nazionali
- I Congresso – Roma, dal 7 al 12 gennaio 1975
- II Congresso – Rimini, dal 31 ottobre al 5 novembre 1976

## Risultati elettorali
| Elezione       | Elezione | Voti                     | %                        | Seggi   |
| -------------- | -------- | ------------------------ | ------------------------ | ------- |
| Politiche 1976 | Camera   | In Democrazia Proletaria | In Democrazia Proletaria | 1 / 630 |
| Politiche 1976 | Senato   | In Democrazia Proletaria | In Democrazia Proletaria | 0 / 315 |

## Stampa
L'omonimo giornale Lotta Continua è stato l'organo ufficiale dell'organizzazione dal 1969 fino al suo scioglimento nel 1976.